# Typhon Tip
Le typhon Tip est le cyclone tropical de plus grand diamètre et le plus intense jamais rapporté dans les annales modernes. Il s'agit de la dix-neuvième tempête tropicale, le douzième typhon et le troisième « super » typhon, catégorie 5, de la saison cyclonique 1979 dans le Pacifique nord-ouest. 
Tip se développa dans une perturbation tropicale associée avec un creux barométrique de la mousson le 4 octobre près de Pohnpei aux États fédérés de Micronésie. Une autre tempête tropicale lui barra le chemin vers le nord-ouest et empêcha son développement initial. Après être passée sur Guam, son intensification fut rapide, ses vents atteignirent 305 km/h et sa pression centrale s'abaissa à 870 hPa le 12 octobre. 
À son apogée, le typhon Tip avait un diamètre de 2 220 km, soit le plus grand diamètre jamais rapporté. Par la suite, il faiblit lentement en se dirigeant vers l'ouest-nord-ouest et plus tard vers le nord-est lorsqu'il entra dans le flux d'un creux barométrique d'altitude. Le typhon Tip toucha terre dans la partie sud du Japon le 19 octobre avec seulement la force minimale d'un typhon de catégorie 1 puis devient un cyclone extratropical.
Les avions de reconnaissances ont fait 60 sorties pour prendre des données dans le typhon ce qui en fait le cyclone tropical le plus étudié de l'histoire. Les pluies diluviennes de Tip ont renversé un réservoir d'essence du camp d'entraînement des US Marines à Kanagawa, Japon, ce qui a causé un incendie tuant 13 marines et en blessant 68. Ailleurs, au Japon on rapporta 42 morts par noyade. On compte également 44 morts ou disparus en mer.

## Évolution météorologique
Lors de la mousson d’automne, trois centres de rotation se développèrent dans un creux barométrique depuis les Philippines jusqu’aux îles Marshall. Une perturbation tropicale au sud-ouest de Guam donna naissance à la tempête tropicale Roger le 3 octobre. 
Un peu plus tard le même jour, une autre perturbation sort du même flux au sud de Pohnpei. Une forte circulation atmosphérique venant de l’équateur et passant dans Roger, causa un fort cisaillement des vents au-dessus de la seconde perturbation ce qui l’empêcha de prendre de la vigueur. Cependant, elle persista et les orages s’organisèrent graduellement autour d’elle.
À cause de l’afflux d’air vers la tempête Roger, le mouvement de la perturbation fut erratique et décrivit un cercle dans le sens anti-horaire pour passer juste au sud de Chuuk. Un avion de reconnaissance vola dans ce système tard le 4 octobre et confirma l’existence d’une circulation fermée à bas niveau. Tôt le 5 octobre, le centre de prévision des typhons des Forces armées américaines (Joint Typhoon Warning Center) émit les premiers avertissements pour la dépression tropicale Twenty-Three.
Durant le cercle exécuté près de Chuuk, cette dépression s’intensifia, et fut reclassée tempête tropicale Tip, malgré la présence de Roger. L’avion de reconnaissance put obtenir la trajectoire de surface exacte de Tip alors que les photos satellitaires étaient en erreur de 60 km. Elle dériva durant plusieurs jours puis se dirigea vers le nord-ouest à partir du 8 octobre. Elle est devenue temporairement un cyclone extratropical, entraînant l'air du chaud et humide sud dans sa rotation. De plus, un creux barométrique d’altitude, qui s’était établi au nord de Guam, permettait une excellente sortie en altitude pour l’air montant dans la convection de Tip.
Les météorologistes prévoyaient à ce moment que Tip continuerait vers le nord-ouest et toucherait terre sur Guam. Cependant, tôt le 9 octobre, la tempête se dirigea vers l’ouest et passa à environ 45 km au sud de l’île. Un peu plus tard ce jour-là, la tempête tropicale devint un typhon. Par la suite, les conditions à une intense cyclogénèse tropicale furent réunies par son passage au-dessus des eaux très chaudes du Pacifique et d’un faible cisaillement des vents. Le typhon Tip augmenta rapidement à l’équivalent d’un ouragan de catégorie 4, sur l'échelle de Saffir-Simpson, tard le 10 octobre. Le lendemain, il passa à la catégorie 5, connue comme super typhon dans le Pacifique.

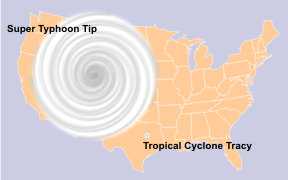
Comparaison de l'étendue maximale du typhon Tip par rapport aux dimensions des États-Unis. On voit également le cyclone Tracy qui a obtenu le plus petit diamètre de l'histoire moderne.

Sa pression centrale tomba de 92 hPa entre le 9 et le 11 octobre et son diamètre atteignit un record de 2 220 km. Le 12 octobre, selon les avions de reconnaissance, la pression centrale de Tip était rendue à un record de tous les temps de 870 hPa et les vents soufflaient à 305 km/h. Sa position était alors à 840 km à l’ouest-nord-ouest de Guam. 
Le diamètre de l’œil du cyclone atteignait alors 15 km et la température en son sein était de 30 °C, ce qui est exceptionnellement élevé. L’officier météo dans l’appareil de reconnaissance décrivit une striation en double hélice dans l’œil, depuis la surface jusqu’au sommet des nuages. 
Le typhon Tip faiblit ensuite très lentement tout en maintenant des vents de 230 km/h durant plusieurs jours et en se dirigeant vers l’ouest-nord-ouest. Durant les cinq jours suivant son maximum, Tip garda des vents de plus de 55 km/h jusqu’à 1 100 km de son centre.
Le 17 octobre, Tip commença un affaiblissement plus marqué tout en diminuant de diamètre. Le jour suivant, il entra dans une circulation d’altitude du sud-ouest et sa trajectoire recourba vers le nord-est. Il passa à environ 65 km à l’est d’Okinawa puis accéléra à 75 km/h. Le 19 octobre, Tip toucha terre sur l’île japonaise de Honshū avec des vents de 130 km/h. 
Il continua ensuite rapidement vers le nord-est, traversant une bonne partie du Japon et devenant une dépression extratropicale dès son arrivée dans la partie nord de Honshū, seulement quelques heures après avoir touché terre. Le restant de Tip fut absorbé dans la circulation et passa à l’est de la péninsule de Kamtchatka.

## Impact
Le typhon Tip a donné des pluies torrentielles au début de sa vie près de Guam, incluant un total de 231 millimètres à la base aérienne de Andersen. Même les bandes externes orageuses de Tip ont donné de fortes précipitations dans les montagnes de l’île de Luçon aux Philippines. 
Durant le changement de direction de Tip, il passa à 65 km à l’est d’Okinawa, donnant à cet endroit des vents soutenus de 72 km/h et des rafales à 112 km/h. Ensuite, les vents sur le Japon ont été de force minimale pour un typhon mais causa des millions de dollars américains de dommages à l’agriculture et aux pêcheries. Quarante-quatre marins se noyèrent ou furent portés disparus lorsque huit navires s’échouèrent ou coulèrent. Un cargo chinois se brisa en deux sous l’impact du typhon mais l’équipage composé de quarante-six marins fut rescapé. 
Les pluies diluviennes de Tip ont renversé un réservoir d’essence du camp d'entraînement des US Marines à Kanagawa au Japon. L’essence a pris feu ce qui a causé un incendie tuant 13 Marines, en blessant 68 Le feu causa des dommages modérés aux installations, dont la destruction des baraquements, de quinze huttes et de plusieurs autres édifices. On reconstruisit les baraquements où périrent les hommes et on éleva un monument en leur souvenir.
Ailleurs au Japon, on rapporta plus de 600 coulées de boue dans les régions montagneuses, 22 000 maisons inondées et 42 morts par noyade. Soixante-et-onze autres personnes furent portées disparues et 282 furent blessées.

## Épilogue
Le typhon Tip est celui qui a atteint le plus large diamètre de l’histoire, presque le double du record précédent que détenait le typhon Marge en 1951. Il est également le système tropical ayant atteint la plus basse pression centrale, battant le typhon June de 1975. Ces records tiennent depuis ce temps mais depuis août 1987, l’US Air Force n’effectue plus de missions de reconnaissance de routine des typhons dans le Pacifique ouest et un doute s'est installé.
En effet, le typhon Angela (en), de 1995, et le typhon Gay (en), de 1992, ont obtenu un estimé plus élevé selon la technique de Dvorak et pourraient donc avoir eu une pression centrale plus basse que Tip. Les chercheurs modernes remettent donc en doute son maintien en tant que le plus intense cyclone tropical de l’histoire.

### Source
- (en) Cet article est partiellement ou en totalité issu de l’article de Wikipédia en anglais intitulé « Typhoon Tip » (voir la liste des auteurs).